# Pavones (métro de Madrid)
Pavones est une station de la ligne 9 du métro de Madrid, en Espagne. Elle est établie sous la rue de l'Hacienda de Pavones dans le quartier de Pavones, de l'arrondissement de Moratalaz.

## Situation sur le réseau
La station se situe entre Artilleros au nord-ouest et Valdebernardo à l'est.

## Histoire
La station est mise en service le 31 janvier 1980, lors de l'ouverture de la première section de la ligne 9 dont elle constitue alors le terminus à l'est. Elle le demeure jusqu'au 1er décembre 1998, quand est ouvert le prolongement vers l'est jusqu'à Puerta de Arganda.
En 2005, un petit pôle d'échanges est construit en surface pour regrouper en un point unique l'ensemble des lignes d'autobus en correspondance avec la station.
En mai 2019, trois ascenseurs sont mis en service pour faciliter l'accessibilité aux personnes à mobilité réduite.

## Services aux voyageurs

### Accès et accueil
La station possède trois accès par des escaliers, escaliers mécaniques et ascenseurs, dont un directement avec le pôle d'échanges des autobus.

### Intermodalité
La station est en correspondance avec neuf lignes d'autobus du réseau EMT. Six d'entre elles, n°20, 30, 32, 140, 142 et 144, y ont leur terminus. Trois autres, n°71, 100 et E4 sont des lignes passantes.